# 王胜今
王胜今（1954年—），男，汉族，吉林磐石人，中国人口、资源与环境经济学家，现任吉林大学教授、博士生导师。